# Encyrtus hesperus
Encyrtus hesperus is een vliesvleugelig insect uit de familie Encyrtidae. De wetenschappelijke naam is voor het eerst geldig gepubliceerd in 1991 door Prinsloo.